# Okućnica u Krašiću
Krašić, Okućnica, Krašić kbr. 94, građevina u mjestu i općini Krašić, zaštićeno kulturno dobro.

## Opis
Okućnica broj 94, locirana je u središtu naselja Krašić, na izduženoj parceli k. č. br. 552., k. o. Krašić I. Na okućnici se nalazi nekoliko zgrada: zidana kuća, drvena kuća i četiri gospodarske zgrade. Kuća je skladnog gabarita i oblikovanja s uravnoteženim otvorima i decentnom dekoracijom. Posebnost oblikovanja očituje se na arkadnom trijemu s kojeg se pruža pogled na gospodarsko dvorište. Jedna je od najvrednijih zgrada koja ima očuvane stilske karakteristike s vrlo slikovitim detaljima obrade pročelja, relativno složene historicističke dekoracije s polikromnim oslikom. Oko podrumskih prozorskih otvora istaknuti su uglati neprofilirani kameni okviri “falcanog” ruba. Kuća s okućnicom je locirana unutar povijesne cjeline naselja Krašić i doprinosi matrici naselja kao i vrijednosti slike glavne ulice i trga.

## Zaštita
Pod oznakom Z-7350 zaveden je kao nepokretno kulturno dobro - pojedinačno, pravna statusa zaštićena kulturnog dobra, klasificirano kao "sakralna graditeljska baština".